# Save Our Souls
Save Our Souls är en svensk reklam- och designbyrå baserad i Stockholm. Byrån startades 2021 av Olle Langseth, Clara Uddman, Jesper Hellzén och Ashkan Azadi. Save Our Souls har sedan starten kännetecknats av kampanjer där uppseendeväckande idéer kombinerats med hög nivå vad gäller visuellt uttryck och hantverk. Exempel på kunder som samarbetat med Save Our Souls är Nike, Coach, Klarna, ASKET och Fotografiska Museet.
Save Our Souls vann 2025 Guldägg och Silverägg i Guldägget.